# Прилипец
Прилипец (рум. Prilipeț) насеље је у Румунији у округу Караш-Северин у општини Бозовичи. Oпштина се налази на надморској висини од 262 m.

## Прошлост
Аустријски царски ревизор Ерлер је 1774. године констатовао да место припада Алмажком округу, Оршавског дистрикта. Село има милитарски статус а становништво је било претежно влашко.

## Становништво
Према подацима из 2002. године у насељу је живело 829 становника.

### Попис2002.
| Расподела становништва по националности 2002.‍ | Расподела становништва по националности 2002.‍ | Расподела становништва по националности 2002.‍ | Расподела становништва по националности 2002.‍ | Расподела становништва по националности 2002.‍ |
| --------------------------------------------- | --------------------------------------------- | --------------------------------------------- | --------------------------------------------- | --------------------------------------------- |
|                                               |                                               |                                               |                                               |                                               |
| Румуни                                        | Румуни                                        |                                               | 802                                           | 97,1%                                         |
| Мађари                                        | Мађари                                        |                                               | 5                                             | 0,6%                                          |
| Роми                                          | Роми                                          |                                               | 19                                            | 2,3%                                          |